# 52e Match des étoiles de la Ligue nationale de hockey
Match précédent Match suivant
Le 52e Match des étoiles de la Ligue nationale de hockey a eu lieu le 2 février 2002 dans la patinoire des Kings de Los Angeles : le Staples Center. L'équipe des joueurs d'Amérique du Nord a été battue par l'équipe du reste du monde sur la marque de 8 buts à 5.

## Matchs des jeunes joueurs
Les joueurs dans leur première année dans la LNH se sont rencontrés lors d'un match. Ilia Kovaltchouk des Thrashers d'Atlanta a été la sensation du match avec 7 points dont 6 buts.

### Effectifs
| - G Roberto Luongo, Panthers de la Floride - D Rostislav Klesla, Blue Jackets de Columbus - D Paul Mara, Coyotes de Phoenix - D Robyn Regehr, Flames de Calgary - D David Tanabe, Hurricanes de la Caroline - AD Pavel Datsiouk, Red Wings de Détroit - C Scott Hartnell, Predators de Nashville - AG Dany Heatley, Thrashers d'Atlanta - C Kristian Huselius, Panthers de la Floride - C Krystofer Kolanos, Coyotes de Phoenix - AG Ilia Kovaltchouk, Thrashers d'Atlanta - C David Legwand, Predators de Nashville - C Brad Richards, Lightning de Tampa Bay - AD Justin Williams, Flyers de Philadelphie | - G Dan Blackburn, Rangers de New York - D Nick Boynton, Bruins de Boston - D Andrew Ference, Penguins de Pittsburgh - D Karel Rachůnek, Sénateurs d'Ottawa - AG Kyle Calder, Blackhawks de Chicago - C Mike Comrie, Oilers d'Edmonton - C Tim Connolly, Sabres de Buffalo - C Mike Fisher, Sénateurs d'Ottawa - AG Marián Gáborík, Wild du Minnesota - C Martin Havlát, Sénateurs d'Ottawa - AG Brenden Morrow, Stars de Dallas - C Mike Ribeiro, Canadiens de Montréal - C Alex Tanguay, Avalanche du Colorado |

### Feuille de match
| No                | Score            | Équipe           | Buteur (Passeur(s))              | Temps            |                  |
| Première période  | Première période | Première période | Première période                 | Première période | Première période |
| ----------------- | ---------------- | ---------------- | -------------------------------- | ---------------- | ---------------- |
| 1                 | 1-0              | Fox              | Comrie (Ribeiro Gáborík)         | 1:38 (SUP)       |                  |
| 2                 | 1-1              | Melrose          | Heatley (Datsiouk)               | 4:19             |                  |
| 3                 | 2-1              | Fox              | Connolly (Comrie)                | 4:31             |                  |
| 4                 | 3-1              | Fox              | Comrie                           | 4:46             |                  |
| 5                 | 3-2              | Melrose          | Kovaltchouk (Tanabe)             | 5:13             |                  |
| 6                 | 3-3              | Melrose          | Kovaltchouk (Richards, Hartnell) | 5:37             |                  |
| 7                 | 3-4              | Melrose          | Kovaltchouk (Tanabe)             | 10:24            |                  |
| 8                 | 3-5              | Melrose          | Richards (Kovalchuk)             | 11:59            |                  |
| Seconde période   |                  |                  |                                  |                  |                  |
| 9                 | 3-7              | Melrose          | Hartnell (Legwand, Williams)     | 0:22             |                  |
| 10                | 3-8              | Melrose          | Legwand (Mara)                   | 1:27             |                  |
| 11                | 3-9              | Melrose          | Huselius (Richards, Datsiouk)    | 3:44             |                  |
| 12                | 4-9              | Fox              | Calder (Fisher, Rachůnek)        | 5:56             |                  |
| 13                | 4-10             | Melrose          | Legwand (Mara, Heatley)          | 7:17             |                  |
| 14                | 4-11             | Melrose          | Kovaltchouk                      | 10:42 (INF)      |                  |
| 15                | 5-11             | Fox              | Morrow (Ribeiro)                 | 11:52            |                  |
| Troisième période |                  |                  |                                  |                  |                  |
| 16                | 6-11             | Fox              | Comrie (Ribeiro)                 | 6:35             |                  |
| 17                | 6-12             | Melrose          | Huselius (Legwand, Heatley)      | 7:47             |                  |
| 18                | 6-13             | Melrose          | Kovaltchouk                      | 9:48 (fus)       |                  |
| 19                | 6-14             | Melrose          | Kovaltchouk (Williams, Mara)     | 11:38 (But vide) |                  |
| 20                | 7-14             | Fox              | Ribeiro (Calder)                 | 11:48            |                  |

## Le Match des étoiles

### Effectifs
| Entraîneurs - Pat Quinn des Maple Leafs de Toronto Alignement du départ - G Patrick Roy, Avalanche du Colorado - D Rob Blake, Avalanche du Colorado - D Chris Pronger, Blues de Saint-Louis - A Vincent Damphousse, Sharks de San José - A Owen Nolan, Sharks de San José - A Brendan Shanahan, Red Wings de Détroit Autres joueurs - G Sean Burke, Coyotes de Phoenix - G José Théodore, Canadiens de Montréal - D Chris Chelios, Red Wings de Détroit - D Ed Jovanovski, Canucks de Vancouver - D Brian Leetch, Rangers de New York - D Brian Rafalski, Devils du New Jersey - D Wade Redden, Sénateurs d'Ottawa - AG Éric Dazé, Blackhawks de Chicago - AD Jarome Iginla, Flames de Calgary - AG Paul Kariya, Mighty Ducks d'Anaheim - C Mario Lemieux, Penguins de Pittsburgh - C Eric Lindros, Rangers de New York - AD Mark Parrish, Islanders de New York - C Jeremy Roenick, Flyers de Philadelphie - C Joe Sakic, Avalanche du Colorado - C Joe Thornton, Bruins de Boston - C Mike York, Rangers de New York | Entraîneurs Scotty Bowman, Red Wings de Détroit Alignement du départ - G Dominik Hašek, Red Wings de Détroit - D Nicklas Lidström, Red Wings de Détroit - D Sandis Ozoliņš, Hurricanes de la Caroline - A Sergueï Fiodorov, Red Wings de Détroit - A Jaromír Jágr, Capitals de Washington - A Teemu Selänne, Sharks de San José Autres joueurs - G Nikolaï Khabibouline, Lightning de Tampa Bay - G Tommy Salo, Oilers d'Edmonton - D Sergueï Gontchar, Capitals de Washington - D Tomáš Kaberle, Maple Leafs de Toronto - D Jaroslav Modrý, Kings de Los Angeles - D Alekseï Jitnik, Sabres de Buffalo - C Pavol Demitra, Blues de Saint-Louis - C Patrik Eliáš, Devils du New Jersey - C Alekseï Iachine, Islanders de New York - AD Sami Kapanen, Hurricanes de la Caroline - AD Espen Knutsen, Blue Jackets de Columbus - AD Jere Lehtinen, Stars de Dallas - AG Markus Näslund, Canucks de Vancouver - AG Žigmund Pálffy, Kings de Los Angeles - C Alekseï Jamnov, Blackhawks de Chicago - C Mats Sundin, Maple Leafs de Toronto |

### Feuille de match
| No                | Équipe           | Score            | Buteur (Passeur(s))           | Temps            |                  |
| Première période  | Première période | Première période | Première période              | Première période | Première période |
| ----------------- | ---------------- | ---------------- | ----------------------------- | ---------------- | ---------------- |
| 1                 | 1-0              | AN               | Damphousse (Blake)            | 0:35             |                  |
| 2                 | 2-0              | AN               | Jovanovski (Damphousse, Dazé) | 10:06            |                  |
| 3                 | 2-1              | RM               | Selänne (Jamnov)              | 13:10            |                  |
| 4                 | 3-1              | AN               | Dazé                          | 15:05            |                  |
| 5                 | 3-2              | RM               | Selänne (Kapanen, Kaberle)    | 16:52            |                  |
| Seconde période   |                  |                  |                               |                  |                  |
| 6                 | 4-2              | AN               | Lemieux (Kariya)              | 2:02             |                  |
| 7                 | 4-3              | RM               | Näslund (Knutsen)             | 5:26             |                  |
| 8                 | 5-3              | AN               | Dazé (Pronger, Damphousse)    | 11:33            |                  |
| Troisième période |                  |                  |                               |                  |                  |
| 9                 | 5-4              | RM               | Knutsen (Sundin, Näslund)     | 7:52             |                  |
| 10                | 5-5              | RM               | Fiodorov (Gontchar)           | 16:59            |                  |
| 11                | 5-6              | RM               | Näslund (Sundin)              | 18:17            |                  |
| 12                | 5-7              | RM               | Jamnov (Iachine)              | 19:12 (But vide) |                  |
| 13                | 5-8              | RM               | Kapanen (Eliáš, Ozoliņš)      | 19:56 (But vide) |                  |